# Мутье-Вантадур
Мутье-Вантаду́р (фр. Moustier-Ventadour, окс. Mostier de Ventadorn) — коммуна во Франции, находится в регионе Лимузен. Департамент — Коррез. Входит в состав кантона Эглетон. Округ коммуны — Тюль.
Код INSEE коммуны — 19145.
Коммуна расположена приблизительно в 390 км к югу от Парижа, в 85 км юго-восточнее Лиможа, в 31 км к северо-востоку от Тюля.

## Население
Население коммуны на 2008 год составляло 471 человек.
| 1962 | 1968 | 1975 | 1982 | 1990 | 1999 | 2008 |
| ---- | ---- | ---- | ---- | ---- | ---- | ---- |
| 266  | 355  | 316  | 302  | 383  | 402  | 471  |

## Администрация
| Период | Период | Фамилия      | Партия                              | Примечания |
| ------ | ------ | ------------ | ----------------------------------- | ---------- |
| 1980   | 2005   | Клод Сер     | сторонник ФКП                       |            |
| 2005   |        | Даниель Буиж | Французская коммунистическая партия |            |

## Экономика
В 2007 году среди 311 человек в трудоспособном возрасте (15-64 лет) 231 были экономически активными, 80 — неактивными (показатель активности — 74,3 %, в 1999 году было 75,5 %). Из 231 активных работали 221 человек (122 мужчины и 99 женщин), безработных было 10 (6 мужчин и 4 женщины). Среди 80 неактивных 25 человек были учениками или студентами, 37 — пенсионерами, 18 были неактивными по другим причинам.

## Достопримечательности
- Церковь Сен-Пьер (XII век). Памятник истории с 1972 года[3]
- Руины замка Вантадур (XI век). Памятник истории с 1840 года[4]